# Djouad
Les djouads, en arabe : jawâd, en berbère : lejwad, est un terme qui désigne dans l'histoire de l'Algérie la noblesse d'épée, et qui souvent a des possessions en terres. Avec les lignages maraboutiques elle constitue l'une des deux castes aristocratiques de la société algérienne traditionnelle. Les Mokrani en Kabylie sont un exemple de djouads. 